# Santaloides harmandianum
Santaloides harmandianum là một loài thực vật có hoa trong họ Connaraceae. Loài này được (Pierre) G. Schellenb. miêu tả khoa học đầu tiên năm 1938.